# 오! 나의 파트, 너
《오! 나의 파트, 너》는 MBC에서 방송되는 텔레비전 프로그램이며 파일럿 당시에는 장성규 전 아나운서가 진행을 맡았으나 정규 편성 당시에는 규현이 MC로 발탁됐다.

## 방송 개요
대한민국 대표 뮤지션이 정체를 알 수 없는 5인의 도전자 중 함께 할 파트너를 찾아 완벽한 하모니를 완성해야 하는 대국민 반전 서스펜스 추리 음악쇼.

## 방송 일정
| 방송 채널 | 방송 기간                        | 방송 시간 | 방송 시간                    | 비고           |
| --------- | -------------------------------- | --------- | ---------------------------- | -------------- |
| MBC TV    | 2020년 1월 10일                  | 1부       | 금요일 밤 8:30 ~ 9:10        | 파일럿 (2부작) |
| MBC TV    | 2020년 1월 10일                  | 2부       | 금요일 밤 9:10 ~ 9:50        | 파일럿 (2부작) |
| MBC TV    | 2020년 4월 4일 ~ 2020년 6월 13일 | 1부       | 매주 토요일 밤 9:05 ~ 10:00  | 분리 편성      |
| MBC TV    | 2020년 4월 4일 ~ 2020년 6월 13일 | 2부       | 매주 토요일 밤 10:00 ~ 10:55 | 분리 편성      |

## 출연자

### 진행
- 규현
- 임현주

### 패널
- 박미선
- 문희준
- 홍현희
- 박경

## 방영목록

### 2020년
| 회차   | 방송일   | 도전가수 | 파트너                                            | 대결곡                        | 결과      |
| ------ | -------- | -------- | ------------------------------------------------- | ----------------------------- | --------- |
| 파일럿 | 1월 10일 | 김경호   | 정윤지(태권보이스), 김종우(세계1등미남)           | 《금지된 사랑》               | 패 (81표) |
| 파일럿 | 1월 10일 | 서문탁   | 신경식(문탁의 기사), 이찬욱(연신내 커피프린스)    | 《사랑, 결코 시들지 않는...》 | 승 (95표) |
| 1회    | 4월 4일  | 김연우   | 김상우(셀럽파이브), 황현규(혼코노 20년)           | 《여전히 아름다운지》         | 승        |
| 1회    | 4월 4일  | 정승환   | 김지철(남편의 맛), 한기주(결혼의 신)              | 《너였다면》(또! 오해영OST)   | 패        |
| 2회    | 4월 11일 | 이은미   | 지수안(빅마마 수제자), 서호(24시간이 모자라)      | 《너는 아름답다》             | 승        |
| 2회    | 4월 11일 | 브아걸   | 장수빈(월간 연습생), 박가령(국희의 계단)          | 《Hot Shot》                  | 패        |
| 3회    | 4월 18일 | 송가인   | 전나영(한국의 앤 해서웨이), 최유진(가요제만 70번) | 《서울의 달》                 | 무 (93표) |
| 3회    | 4월 18일 | 윤하     | 장명서(S대 1등), 이해솔(동요제 금상)              | 《비가 내리는 날에는》        | 무 (93표) |

## 동시간대 경쟁 프로그램
- 박장데소 (SBS TV)
- 살림하는 남자들 (KBS 2TV)
- tvN 토일드라마 (tvN)
- OCN 토일드라마 (OCN)
- 아는 형님 (JTBC)
- 자연스럽게 (MBN)

## 시청률

### 2020년
| 회차   | 방송일   | AGB 시청률     |
| 회차   | 방송일   | 대한민국(전국) |
| ------ | -------- | -------------- |
| 파일럿 | 1월 10일 | 3.5%           |
| 1      | 4월 4일  | 3.0%           |
| 1      | 4월 4일  | 3.3%           |
| 2      | 4월 11일 | 3.0%           |
| 2      | 4월 11일 | 2.6%           |
| 3      | 4월 18일 | 3.2%           |
| 3      | 4월 18일 | 4.4%           |
| 4      | 4월 25일 | 3.0%           |
| 4      | 4월 25일 | 3.0%           |
| 5      | 5월 2일  | 2.3%           |
| 5      | 5월 2일  | 2.2%           |
| 6      | 5월 9일  | 2.5%           |
| 6      | 5월 9일  | 2.5%           |
| 7      | 5월 16일 | 1.2%           |
| 7      | 5월 16일 | 1.8%           |
| 8      | 5월 23일 | 2.5%           |
| 8      | 5월 23일 | 2.5%           |
| 9      | 5월 30일 | 2.5%           |
| 9      | 5월 30일 | 3.8%           |
| 10     | 6월 6일  | 2.4%           |
| 10     | 6월 6일  | 3.8%           |
| 11     | 6월 13일 | 3.0%           |
| 11     | 6월 13일 | 3.8%           |